# Albertus Arnoldus van Hutten
Albertus Arnoldus van Hutten (né le 12 mai 1587 ou 1588 à Nimègue ; † 25 octobre 1663 ibid ; également Albertus Arnoldus Huttenus ) était un prédicateur et érudit réformé hollandais .

## Biographie
Hutten commence ses études de théologie en 1605 à l'Université de Franeker et en 1613 entre à l'Académie de Sedan. A Sedan, il se consacre particulièrement à l'étude de l'hébreu puis accepte un poste de professeur de langues orientales à l'université de cette ville. En 1616, il quitte Sedan comme prédicateur. Suivront des escales à Neerbosch en 1616, à Buren de 1616 à 1619 , puis après un aller-retour à Warmond en 1624, à Rotterdam en 1632, à Noordwijk en 1639 et à Amsterdam en 1643. En 1649, il accepte un appel dans sa ville natale, où il mourut en 1659à la retraite . À Nimègue, on dit qu'il s'est fait un nom en tant que médecin.
En tant que remontrant, il est entré en conflit avec la doctrine calviniste dominante. Cette circonstance explique, entre autres, ses fréquents déplacements.

## Œuvres (sélection)
- De gemeene vragen van de genaamde Catholyken, den gelove rakende, voorgestelt by Laur. Bayerlinc, aartspriester te Antwerpen, mitsgaders de legal answers, daarop gegeven by Alb. Huttenus , Amsterdam 1632
- Antwoorden op quatre vragen van een paapsch prêtre aan een remonstrantsch predikant gestelt dead ontdekking van de voornaamste sophisteryen waarmee de papisten omgaan om de eenvoudigen te entot hare secte te trekken , Rotterdam 1640
- De volkomenheid en klaarheid van 't woord Gods in alle saken tot saligheyd noodig, verdedigt tegen de tegenwerpingen der papisten, begrepen in 10 vragen, qui par un prêtre van de paapsche secte zyn gesteld tot eeniger ontrusting en verstricking, beanswoord dead onderrichting van de Christenen , La Haye 1641
- Bom-ys van t sacrament des autaars, dat is, vertoening van de hillige speeches the Christiaen Philaletes heeft weten te halen uit de papsche schryvers, vooral uit R. Bellarmyn, voor de leer der transsubstantiatie tegen de'waarheid van 't sacrament des lichaams en bloeds Christi, wile wordt verklaard en bevestigd uit deschriftuer , Amsterdam 1642